# Junji Ito Maniac: Relatos japoneses de lo macabro
Junji Ito Maniac: Relatos japoneses de lo macabro (伊藤潤二『マニアック』?)  es una serie de anime original (ONA) de antología japonesa de terror producida por Studio Deen y dirigida por Shinobu Tagashira. Adapta varias historias del mangaka Junji Ito.
Fue lanzado a nivel mundial por Netflix el 19 de enero de 2023.

## Argumento
El mangaka del terror Junji Ito presenta 20 historias de su trabajo que serán animadas "por primera vez", historias como "Tomie", "Sōichi" y "Los globos colgantes" y muchas más.

## Producción
La serie se anunció originalmente el 8 de junio de 2022; Se anunció que la serie adaptará historias del manga The Hanging Balloons, Sōichi y Tomie de Junji Ito.
La serie está dirigida por Shinobu Tagashira y producida por Studio Deen, con Kaoru Sawada escribiendo los guiones y Yuki Hayashi componiendo la música, quienes trabajaron en la serie de antología anterior adaptando las obras de Ito, Junji Ito Collection.
La serie se estrenó en Netflix el 19 de enero de 2023.
El tema de apertura es "Paranoid" de MADKID, mientras que el tema de cierre es "Iu Toori" (云う透り) de JYOCHO.